# Cymatura bizonata
Cymatura bizonata là một loài bọ cánh cứng trong họ Cerambycidae.